# Delray Beach Open 2014 - Qualificazioni singolare
Le qualificazioni del singolare del Delray Beach Open 2014 sono state un torneo di tennis preliminare per accedere alla fase finale della manifestazione. I vincitori dell'ultimo turno sono entrati di diritto nel tabellone principale. In caso di ritiro di uno o più giocatori aventi diritto a questi sono subentrati i lucky loser, ossia i giocatori che hanno perso nell'ultimo turno ma che avevano una classifica più alta rispetto agli altri partecipanti che avevano comunque perso nel turno finale.

## Teste di serie
1. Wayne Odesnik (qualificato)
2. Steve Johnson (qualificato)
3. Rhyne Williams (qualificato)
4. Ruben Bemelmans (secondo turno)

1. Samuel Groth (ultimo turno, Lucky loser)
2. Gastão Elias (qualificato)
3. Miša Zverev (ultimo turno)
4. Björn Phau (ultimo turno)

## Qualificati
1. Wayne Odesnik
2. Steve Johnson

1. Rhyne Williams
2. Gastão Elias

### Lucky losers
1. Samuel Groth

## Tabellone qualificazioni

### 1ª sezione
|  | Primo turno | Primo turno    | Primo turno | Primo turno | Primo turno |  |  | Secondo turno | Secondo turno  | Secondo turno | Secondo turno | Secondo turno |    |   | Ultimo turno | Ultimo turno  | Ultimo turno  | Ultimo turno | Ultimo turno |  |
|  |             |                |             |             |             |  |  |               |                |               |               |               |    |   |              |               |               |              |              |  |
|  |             |                |             |             |             |  |  |               |                |               |               |               |    |   |              |               |               |              |              |  |
|  |             |                |             |             |             |  |  | 1             | Wayne Odesnik  | 6             | 65            | 6             |    |   |              |               |               |              |              |  |
|  | WC          | Stefan Kozlov  | 2           | 6           | 3           |  |  | WC            | Sekou Bangoura | 1             | 7             | 4             |    |   |              |               |               |              |              |  |
|  | WC          | Sekou Bangoura | 6           | 4           | 6           |  |  |               |                |               |               |               |    |   | 1            | Wayne Odesnik | Wayne Odesnik | 7            | 6            |  |
|  |             |                |             |             |             |  |  |               |                | 7             | Miša Zverev   | Miša Zverev   | 65 | 4 |              |               |               |              |              |  |
|  |             |                |             |             |             |  |  |               | Zachary Pelts  | Zachary Pelts | 0             | 0             |    |   |              |               |               |              |              |  |
|  |             |                |             |             |             |  |  | 7             | Miša Zverev    | Miša Zverev   | 6             | 6             |    |   |              |               |               |              |              |  |
|  |             |                |             |             |             |  |  |               |                |               |               |               |    |   |              |               |               |              |              |  |

### 2ª sezione
|  | Primo turno      | Primo turno      | Primo turno  | Primo turno | Primo turno |  |  | Secondo turno | Secondo turno    | Secondo turno    | Secondo turno | Secondo turno |   |   | Ultimo turno | Ultimo turno  | Ultimo turno | Ultimo turno | Ultimo turno |  |
|  |                  |                  |              |             |             |  |  |               |                  |                  |               |               |   |   |              |               |              |              |              |  |
|  |                  |                  |              |             |             |  |  |               |                  |                  |               |               |   |   |              |               |              |              |              |  |
|  |                  |                  |              |             |             |  |  | 2             | Steve Johnson    | Steve Johnson    | 6             | 6             |   |   |              |               |              |              |              |  |
|  | Sebastián Rivera | Sebastián Rivera | 6            | 4           | 6           |  |  |               | Sebastián Rivera | Sebastián Rivera | 3             | 0             |   |   |              |               |              |              |              |  |
|  | Jakub Wojcik     | Jakub Wojcik     | 1            | 6           | 1           |  |  |               |                  |                  |               |               |   |   | 2            | Steve Johnson | 6            | 3            | 6            |  |
|  | Álvaro Ochoa     | Álvaro Ochoa     | Álvaro Ochoa | 3           | 0           |  |  |               |                  | 5                | Samuel Groth  | 4             | 6 | 4 |              |               |              |              |              |  |
|  | Iván Endara      | Iván Endara      | Iván Endara  | 6           | 6           |  |  |               | Iván Endara      | Iván Endara      | 5             | 3             |   |   |              |               |              |              |              |  |
|  |                  |                  |              |             |             |  |  | 5             | Samuel Groth     | Samuel Groth     | 7             | 6             |   |   |              |               |              |              |              |  |
|  |                  |                  |              |             |             |  |  |               |                  |                  |               |               |   |   |              |               |              |              |              |  |

### 3ª sezione
|  | Primo turno | Primo turno       | Primo turno       | Primo turno | Primo turno |  |  | Secondo turno | Secondo turno     | Secondo turno     | Secondo turno | Secondo turno |   |   | Ultimo turno | Ultimo turno   | Ultimo turno   | Ultimo turno | Ultimo turno |  |
|  |             |                   |                   |             |             |  |  |               |                   |                   |               |               |   |   |              |                |                |              |              |  |
|  |             |                   |                   |             |             |  |  |               |                   |                   |               |               |   |   |              |                |                |              |              |  |
|  |             |                   |                   |             |             |  |  | 3             | Rhyne Williams    | Rhyne Williams    | 6             | 6             |   |   |              |                |                |              |              |  |
|  | WC          | Tomasz Bednarek   | Tomasz Bednarek   | 1           | 1           |  |  |               | Pedro Sakamoto    | Pedro Sakamoto    | 2             | 3             |   |   |              |                |                |              |              |  |
|  |             | Pedro Sakamoto    | Pedro Sakamoto    | 6           | 6           |  |  |               |                   |                   |               |               |   |   | 3            | Rhyne Williams | Rhyne Williams | 6            | 6            |  |
|  |             | Vitalii Shcherba  | Vitalii Shcherba  | 1           | 65          |  |  |               |                   | 8                 | Björn Phau    | Björn Phau    | 0 | 2 |              |                |                |              |              |  |
|  | WC          | Daniel Kerznerman | Daniel Kerznerman | 6           | 7           |  |  | WC            | Daniel Kerznerman | Daniel Kerznerman | 1             | 4             |   |   |              |                |                |              |              |  |
|  |             |                   |                   |             |             |  |  | 8             | Björn Phau        | Björn Phau        | 6             | 6             |   |   |              |                |                |              |              |  |
|  |             |                   |                   |             |             |  |  |               |                   |                   |               |               |   |   |              |                |                |              |              |  |

### 4ª sezione
|  | Primo turno | Primo turno      | Primo turno     | Primo turno | Primo turno |  |  | Ultimo turno | Ultimo turno  | Ultimo turno | Ultimo turno | Ultimo turno |  |
|  |             |                  |                 |             |             |  |  |              |               |              |              |              |  |
|  | 4           | Ruben Bemelmans  | Ruben Bemelmans | 6           | 3           |  |  |              |               |              |              |              |  |
|  |             | Robby Ginepri    | Robby Ginepri   | 7           | 6           |  |  |              | Robby Ginepri | 6            | 4            | 3            |  |
|  |             | Alexander Zverev | 6               | 5           | 4           |  |  | 6            | Gastão Elias  | 3            | 6            | 6            |  |
|  | 6           | Gastão Elias     | 4               | 7           | 6           |  |  |              |               |              |              |              |  |